# Puerto de Ondárroa

Bandera Marítima de la provincia marítima de Bilbao a la que pertenece.

El puerto de Ondárroa es la infraestructura portuaria de la  villa de Ondárroa (en euskera y oficialmente Ondarroa), municipio de la provincia de Vizcaya en el País Vasco (España).
Ondárroa es una población netamente marítima y pesquera, su puerto es un referente pesquero histórico en la costa del mar Cantábrico. El puerto de Ondárroa es uno de los puertos pesqueros más importante del País Vasco y de la cornisa Cantábrica por su volumen de capturas. Está situado en el límite de a provincia de Vizcaya con la de Guipúzcoa y dista del puerto de Bilbao 33 millas náuticas (61,116 km), del de San Sebastián 18 millas náuticas (33,336 km), del de Bermeo  14 millas náuticas (25,928 km).
La actividad pesquera de bajura está  organizada en torno a la Cofradía de Santa Clara y la de altura en torno a la Organización de Productores de Pesca de Altura de Ondárroa (OPPAO), la distribución de la pesca se realiza por medio de la Asociación de Comercializadores de Pescado formada por  52 empresas 20 de ellas mayoristas.

## Puerto
Desde el nacimiento mismo de la villa el puerto fue el motor económico de la misma. Inicialmente se ubicó en el último meandro del río Artibai, cuya ría es navegable hasta Berriatúa. En esa ubicación al pie del viejo puente que daba acceso a la villa y bajo la iglesia de parroquial donde los bancos de arena existentes en ambas orillas permitían las diferentes labores que se deben realizar en los barcos de pesca y el amarre de las embarcaciones (todavía se conservan las argollas de hierro a los que se ataban las embarcaciones en los bajos de la iglesia parroquial). El puente, que un principio fue levadizo para dejar pasar las embarcaciones ría arriba hacia el desembarcadero de Rentería donde se llegaban embarcaciones de carga con mineral de hierro para las ferrerías y salían con diferentes productos (útiles y herramientas de hierro, madera, etc.), permitió la unión de ambas orillas y el realizar trabajos más efectivos en el puerto. Como recuerdo de aquellas instalaciones aún se sigue denominado a la zona comprendida entre el llamado "puente Viejo" y "Kanttopi" "el muelle" (es la calle Nasa Kalea) y ambas riberas de la ría están bajo la jurisdicción la autoridad portuaria.
En el siglo XIX se plantea la mejora de las instalaciones y comienzan a realizarse obras tendentes a ello como la realización de muros de protección y la construcción del llamado "muelle de la playa" que facilitaba la entrada a la ría. En 1887 se construyen los muros que conformaron el muelle desde el puente viejo hasta Itsasaurre construyéndose viviendas en los terrenos ganados a la ría.
En 1882 el ingeniero Juan Eguidazu presenta el proyecto titulado Proyecto para mejora del puerto y la ría de Ondárroa y plantea realizar el puerto exterior. Las obras de ese puerto se retrasaron 50 años hasta que el gobierno de la Segunda República siendo ministro Obras Públicas el bilbaíno de adopción Indalecio Prieto comienza las obras el 1 de abril de 1933 y finalizaron en 1937.
El atraque de embarcaciones en la ría se mantuvo hasta bien entrada la década de 1960 y hasta 1981 se mantuvieron algunos astilleros de ribera en funcionamiento, en ese año se cerró y derribó el último de ellos y en su lugar se ha construido una dársena deportiva para 70 embarcaciones con un calado de 1,5 metros. También hay amarres en la orilla izquierda de la ría, desde el puente Viejo hasta la entrada al puerto pesquero.
Desde los primeros años del siglo XX la pesca se fue desarrollando rápidamente. En 1920 se inaugura la nueva cofradía (hoy llamada "cofradía vieja") de pescadores realizada por el arquitecto Pedro Guimón y comienzan a aparecer los primeros barcos de vapor y después los motores diésel, la industrialización de la pesca toma carta de realidad cuando, debido a tener la necesidad de llevar gente encargados de las máquinas se rompen las relaciones que habían regulado la actividad desde la Edad Media introduciéndose el incipiente movimiento obrero. Entonces se suceden las divisiones de las cofradías de pescadores que en Ondárroa dieron lugar a las de San Pedro y Santa Clara. Poco después, en 1927, se volverían a unir. El incremento de la actividad pesquera, junto con el establecimiento de conserveras (las primeras provenientes de Italia) potenciaron más la pesca haciendo embarcaciones cada vez mayores y más modernas y explorando otras pesquerías como la pesca de altura que acabó imponiéndose y dando una gran actividad portuaria.
El puerto sufrió una importante transformación en los últimos años del siglo XX, se realizaron nuevos accesos directos desde la carretera general, entre estas obras destaca el puente sobre la ría realizado por Santiago Calatrava, se amplió la superficie de agua de la dársena y la longitud de atraque. 

### La nueva cofradía
En agosto de 2018 el gobierno vasco anunció la construcción de las nuevas instalaciones de la nueva lonja de pescado con un presupuesto de con un presupuesto de 22  millones de € y un plazo de ejecución de 48 meses. Las nuevas instalaciones entraron en servicio en enero de 2021 y fueron finalizadas en 2023
Las instalaciones ocupan una superficie de  7.939 m² y constan de cinco plantas, con diferentes servicios y, aún siendo una barrera visual entre la plaza Itsas Aurre, espacio de esparcimiento muy relevante para la población, y el puerto, ha proporcionado una amplia superficie peatonal.
La planta baja
Ocupa casi la totalidad de la superficie disponible y en ella se prestan la mayor parte de usos de la lonja, tanto de carga y descarga del pescado de los barcos y a los camiones como de avituallamiento de los barcos. También aloja parte de los servicios de generales y la sala de subastas.
La planta tiene forma de "L" con la parte larga de la misma de  140m de longitud y 27m de anchura orientada al norte y la corta de 101m de longitud y 28m de anchura al este. En la unión de ambos lados se ubica la zona central con los accesos generales a la lonja y la sala de subastas, de 21 metros de largo por 10 metros de ancho y doble altura, con capacidad para 80 personas. Sobre esta zona se desarrollan las demás plantas que alojan los demás servicios.
El acceso de camiones se realiza por el lado sur mientras que al otro lado, el norte, se sitúa el silo de la fábrica de hielo, con sus dispensadores exteriores para los barcos e interior para la conservación del pescado. En los extremos se ubican cámaras frigoríficas con temperatura de  0 °C y las lonjas disponen de un sistema de refrigeración que le permite mantener una temperatura de 10 °C. Los módulos destinados a los mayoristas pueden estar a una temperatura de 14 °C. Un pasillo central conecta todas las instalaciones.
La planta primera
Sobre la zona de carga y descarga de la plana baja se ha construido una gran terraza de uso público de 7.160 m² de superficie que estaría dotada de un bar restaurante y de otras instalaciones relacionadas con la actividad pesquera.
Sobre el resto del ala se alza la zona de servicio donde están vestuarios de personal, la sala polivalente de uso municipal y las instalaciones públicas. Se completa la planta con la  sala de limpieza de cajas y tinas con una amplia zona de almacenaje, local para las rederas y la fábrica de hielo.
Las plantas 2.ª, 3.ª y 4.ª
Estas plantas se levantan sobre el núcleo central a modo de torre cubierta por una fachada tipo muro cortina translúcido que se ilumina por la noche. Aloja los servicios administrativos y de gestión para la lonja, en la segunda planta; para la cofradía y los comerciantes en la tercera y para  la Capitanía Marítima y para la Organización de Productores de Pesca de Altura de Ondárroa en la cuarta.
La construcción de las  nuevas instalaciones se ha realizado sin interrumpir las actividades del puerto e interfiriendo lo menos posible en las mismas. Se realizaron tres fases, la primera de ellas fue la construcción de la parte ubicada en el muelle norte manteniendo todos los servicios. La segunda fase completó el ala norte y construyó el edificio de servicios, en centro  de unión de ambas alas de la "L". Una vez realizado se pasarán los servicios de la cofradía a las nuevas instalaciones y se derribará el edificio viejo, manteniendo el de la Capitanía marítima. Entró en servicio las nuevas zonas de descarga de pescado y de subasta. En la tercera fase de construcción se realizó el ala sur de la lonja realizando trabajos de acceso provisional y construyendo una nueva sala de  bombeo de Marinoil. La cuarta fase culminó la parte central de la lonja, una nueva báscula  y la conexión de todas las instalaciones y servicios de todos los lados del edificio. Se derribó la Capitanía Marítima y se urbanizó la zona.

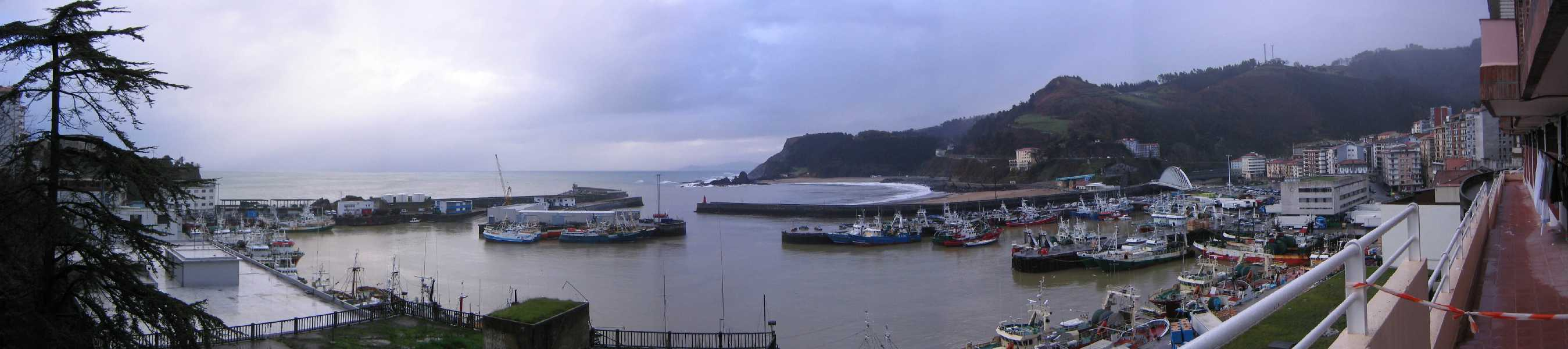
Vista general del puerto. En segundo plano, la playa de Arrigorri, con el paseo marítimo. Al fondo los acantilados de la playa de Saturrarán.

### Características del puerto de Ondárroa
- Situación: 43°19,5' N 2°25,4' W
- Cartas náuticas: 39A, 392, IHM | SHOM 6379 | BA Charts 1102

Sus características son
- Carrera de Marea: 4,5 metros.
- Anchura de la boca de entrada: 50 metros.
- Calado de la boca de entrada en B.M.V.E: 6 metros.
- Orientación de la boca de entrada: Este.

Servicios
- Carros Varaderos: 3 públicos.

Carro varadero n.º 801 de 89.5 m de longitud	Anchura:7 m	Pendiente: 9%. Tons.: 150. Calado en extremo: -1 (fuera de uso)
Carro varadero n.º 802 de 89.5 m de longitud	Anchura:7.84 m	Pendiente: 9%. Tons.: 350. Calado en extremo: -2 (fuera de uso)
Carro varadero n.º 803 de 130 m de longitud	Anchura:9.75 m	Pendiente: 7.5%. Tons.: 600. Calado en extremo: -3
- Grúas: 4. De 2,5; 5; 8 y 12 Tm

1 de 5 Tm fija/eléctrica en Dársena de Eguidazu
1 de 12 Tm fija/eléctrica en Dársena de Eguidazu
1 de 2. Tm fija/eléctrica en Dársena de Eguidazu uso de salvamento marítimo
1 Travel lift de 8 Tm
- Tomas de agua.

12 en Dársena Eguidazu
7 Muelle Tablaestacas
8 Muelle Sur
1 Muelle Norte
1 Varadeo
- Tomas de combustible.

26 Dársena de Eguidazu
1 Muelle sur (Deportivos)
- Tomas de electricidad.

- Básculas: 3. 1 de 60 Tm y 2 de 3 Tm. (según otras fuentes 1 de 40 Tm en Lonja de bajura y 3 de 5 Tm en Lonja de bajura)

- Talleres de reparaciones mecánicas, eléctricas, de casco y carpintería de ribera.
- Lonja de pescado.
- Fábrica de Hielo.
- Planta congeladora
- Vigilancia 24 horas.
- Helipuerto.
- Buzo.
- Efectos navales.
- Suministros de gambuza.
- Recogida de aceites usados.[2]

## Muelles y señalización
El puerto de Ondárroa está conformado por diferentes dique y muelles, estos son:
Dique rompeolas barrako muturra
- Denominación: D-1498 Dique  de Punta Barrakomuturra
- Número nacional: 00425
- Coordenadas:

Latitud: 43 19,543N
Longitud: 002 24,944W
- Longitud: 	180m + 150 metros
- Señalización:

Señal Luminosa
N.º Internacional: D-1498
Tipo: Baliza. Trípode verde. Marca lateral de estribor. Cono de color verde con el vértice hacia arriba.
Altura del Plano Focal: 3 metros.
Altura del Soporte: 15 metros.
Características de la Luz: L 0 5 oc 1 0 L 0 5 oc 1 0 L 0 5 oc 4 5
Ritmo de la Luz: GpD(5)
Periodo de la luz: 8.0 segundos.
Color de la Luz: VERDE
Alcance Nominal Nocturno: 12,0 Millas marinas (22,224 km).
Señal RACON
Tipo Racon: Barrido lento
Distancia de reconocimiento: 12,0 Millas marinas (22,224 km).
Código Identificador: G (en morse).
Banda de Frecuencia MHz: Banda "X" o de "3 cm":.
Identificador de Radioseñal: 1010
Categoría: 4
Señal acústica
_Sirena
Categoría: 4
Alcance (MN): 0.0
Espigón de la playa
- Denominación: D-1499 Malecón de Punta Arrigorri
- Número nacional: 00430
- Coordenadas:

Latitud: 43 19,500N
Longitud: 002 25,100W
- Longitud: 270 metros
- Señalización:

Señal Luminosa
N.º Internacional: D-1499
Tipo: Baliza. Torre. Marca lateral de babor. Cilindro de color rojo
Altura del Plano Focal: 5 metros.
Altura del Soporte: 9 metros.
Características de la Luz: L 0 5 oc 1 0 L 0 5 oc 4 0
Ritmo de la Luz: GpD(2)
Periodo de la luz: 6.0 segundos.
Color de la Luz: ROJO
Alcance Nominal Nocturno:  6,0 Millas marinas (11,112 km).
Nuevo muelle Norte, dique de Astilleros
- Denominación: D-1500 Dique de Astilleros. Ondarroa
- Número nacional: 00440
- Coordenadas:

Latitud: 43 19,500N
Longitud: 002 25,300W
- Longitud: 	80 metros
- Calado: 5 metros.
- Señalización:

Señal Luminosa
N.º Internacional: D-1500
Tipo: Baliza. Trípode gris. Marca lateral de estribor. Cono de color verde con el vértice hacia arriba.
Altura del Plano Focal: 6 metros.
Altura del Soporte: 9 metros.
Características de la Luz:
Ritmo de la Luz: Fijo
Periodo de la luz:0 segundos.
Color de la Luz: VERDE
Alcance Nominal Nocturno: 4 Millas marinas (7,408 km).
Nuevo muelle Sur, dique de descarga
- Denominación: D-1499.5 Dique de descarga. Ondarroa
- Número nacional: 00442
- Coordenadas:

Latitud: 43 19,500N
Longitud: 002 25,200W
- Longitud: 	177 metros
- Calado: 5 metros.
- Señalización:

Señal Luminosa
N.º Internacional:  D-1499.5
Tipo: Baliza. Trípode gris. Marca lateral de estribor. Cono de color verde con el vértice hacia arriba.
Altura del Plano Focal: 4 metros.
Altura del Soporte: 8 metros.
Características de la Luz:
Ritmo de la Luz: Fijo
Periodo de la luz:0 segundos.
Color de la Luz: ROJO
Alcance Nominal Nocturno: 1  Milla marina (1,852 km).
Muelle de Eguidazu
- Longitud: 	716 metros
- Calado: 4-5 metros.

Muelle de Tablaestacas
- Longitud:

Interior: 63 metros.
Exterior: 105 metros
- Calado: 4,5 metros.

Información meteorológica y servicio de salvamento
- La información meteorológica de pende del puerto de Pasajes y se da por el canal 47 de VHF.
- El servicio de salvamento marítimo se atiende desde Bilbao.

## Puerto deportivo
El puerto deportivo se conforma con una serie de instalaciones situadas a lo largo del recorrido bajo de la ría del Artibai. La dársena deportiva se sitúa  a la altura de donde históricamente se situó el área de amarre de la flota de pesca, colindante al llamado "puente viejo" en el margen derecho de la ría. Esta instalación se completa con una serie de pantalanes que se ubican por la orilla izquierda, desde el puente viejo hasta el puente de Calatrava y desde allí hacia el mar otra sección de pantalán corrido con mayor calado.
La dársena de la derecha dispone de 57 amarres para esloras entre 3 y 5 metros con un calado 1,5 m. En la orilla izquierda, en pantalán corrido, hay 50 amarres para esloras entre 5 y 7 metros con un calado que varía desde los 3m a 1,5 m. En el área cercana al mar, después del Calatrava, puede acoger embarcaciones con  esloras hasta 10 metros y calado medio de 3 metros, normalmente veleros. Se completa con seis de boyas de fondeo en el centro de la ría  para barcos hasta 12 metros de calado entre 3 y 4 metros.
La dársena deportiva está dotada de un carro de varada  de 50 m de longitud	Anchura: 5.80-14 m	Pendiente: 16%

### Instalaciones
- Agua 1.100 Ha
- Zona Portuaria en Tierra 4.700 m²
- Total 5.800 m²